# Muscle grand adducteur
Pour un article plus général, voir Muscle troisième adducteur.
Le muscle grand adducteur est un muscle du membre inférieur composant du muscle troisième adducteur.

## Terminologie
Dans la littérature le terme "muscle grand adducteur" signifie souvent l'ensemble du muscle troisième adducteur.
Le dictionnaire de l'académie de médecine le considère comme une partie du muscle troisième adducteur. Ce qui correspond du point de vue de la nomenclature TA2 au terme latin pars adductoria adductoris magni.

## Description
Le muscle grand adducteur est composé des faisceaux supérieur et moyen du muscle troisième adducteur. et forme la portion latérale de celui-ci.

## Origine
Le muscle grand adducteur se fixe sur la partie moyenne du bord inférieur de la branche ischio-pubienne par une lame aponévrotique.

## Trajet
Le faisceau supérieur se dirige en dehors presque horizontalement en avant du faisceau moyen, formant un corps triangulaire tordu sur lui-même.
Le faisceau moyen descend en dehors, formant un corps triangulaire.

## Terminaison
Le faisceau supérieur s'insère par une lame tendineuse sur la partie haute du tiers moyen de la lèvre externe de la ligne âpre et sur la partie basse de la lèvre externe de la portion supérieure de la ligne âpre, en dedans de la crête du grand fessier.
Le faisceau moyen s'insère par une lame tendineuse sur la partie du tiers moyen de la lèvre externe de la ligne âpre en dessous du faisceau supérieur. Son insertion sur la ligne âpre est interrompue par une série d'arcades fibreuses qui livrent passage aux différentes artères perforantes venant de l'artère profonde de la cuisse. Une arcade fibreuse relie la partie basse de l'insertion du faisceau moyen sur la ligne âpre à l'insertion du faisceau inférieur sur le tubercule adducteur. Cette arcade forme le hiatus adducteur qui laisse passer l'artère fémorale qui change alors de nom et devient artère poplitée.

## Innervation
Le muscle grand adducteur est innervé par le nerf obturateur pour ses deux premiers faisceaux.

## Vascularisation
Le muscle grand adducteur est vascularisé par les artères perforantes de l'artère profonde de la cuisse.

## Actions
Le muscle grand adducteur est :
- adducteur de la cuisse,
- rotateur externe de la cuisse,
- fléchisseur de la cuisse.

## Galerie

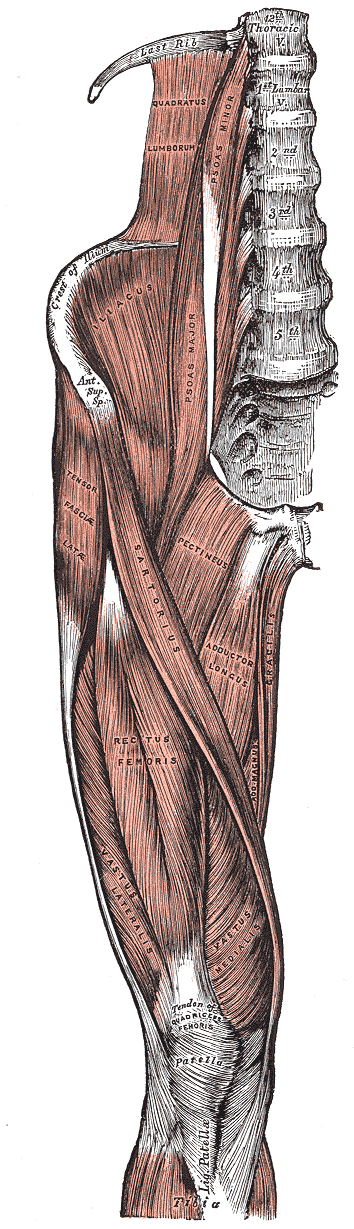
Muscles de la face antérieure de la cuisse et du bassin.
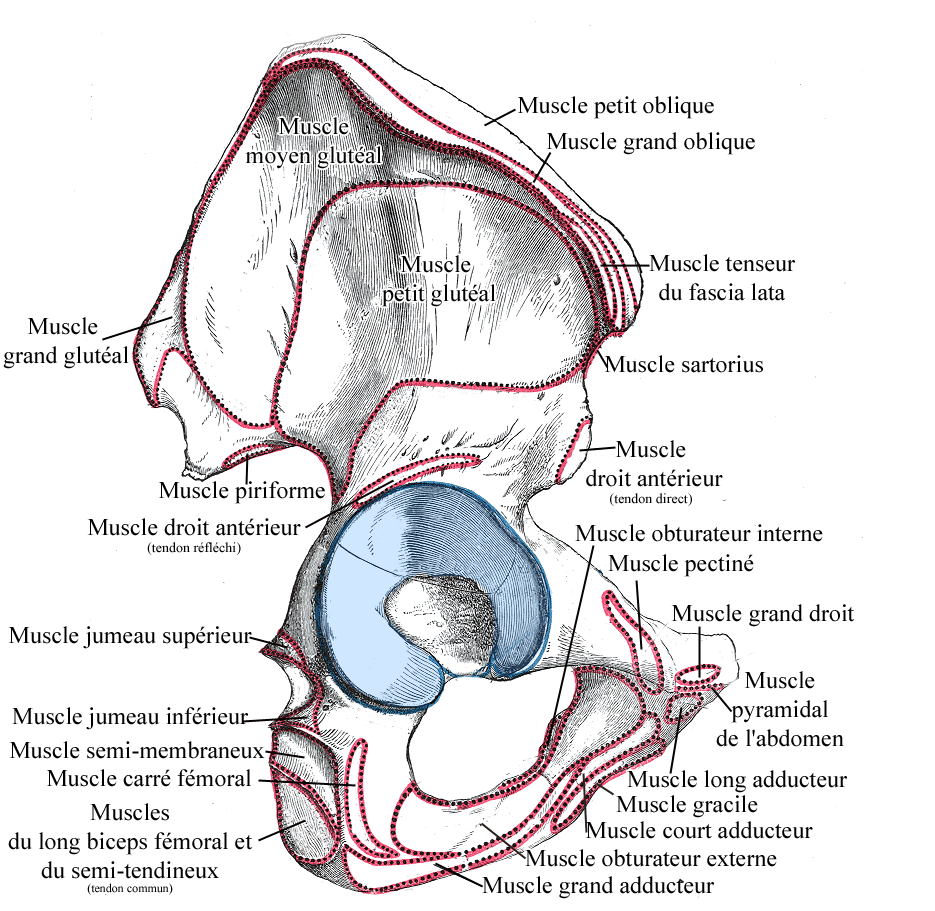
Os coxal, face latérale ; insertions musculaires
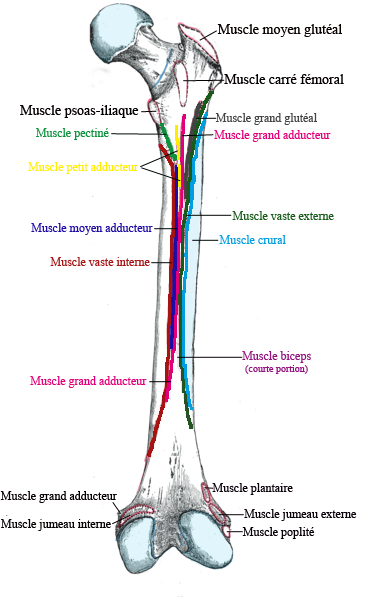
Face postérieure du fémur droit. Insertions musculaires

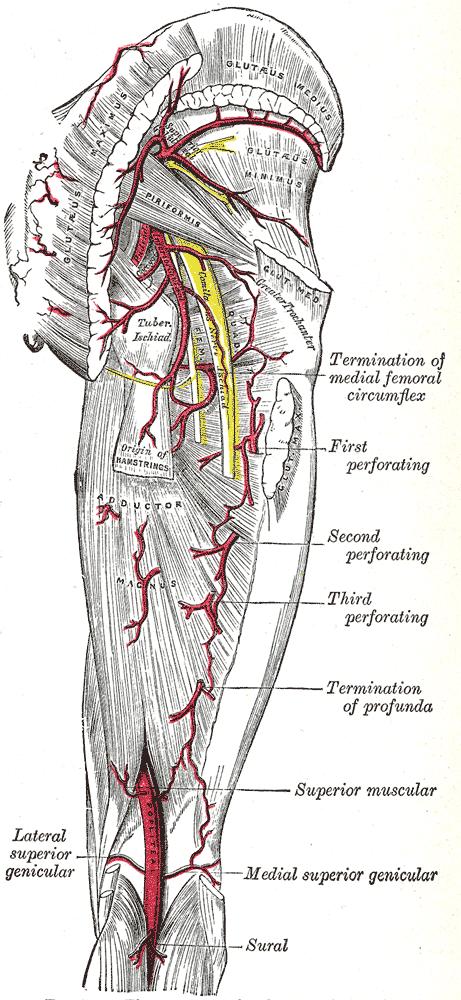
Les artères de la face postérieure de la fesse et de la cuisse.
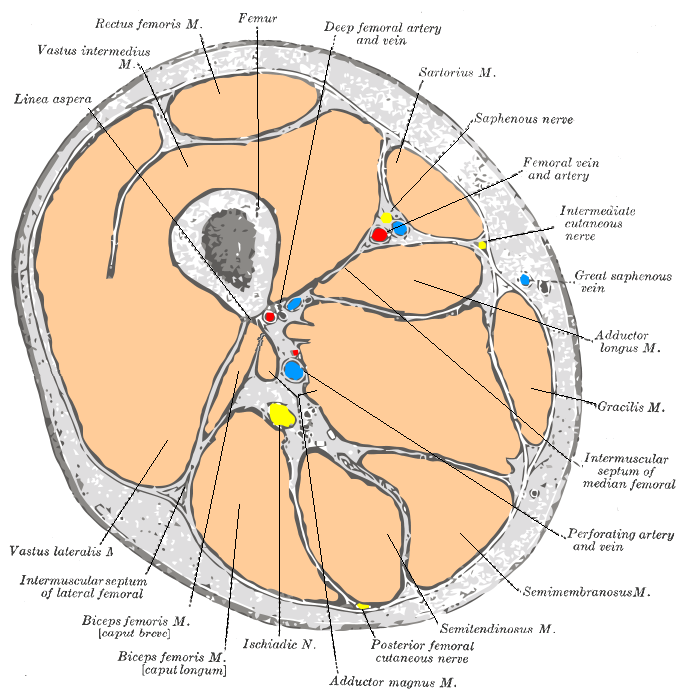
Section transversale de la cuisse. Tiers moyen.
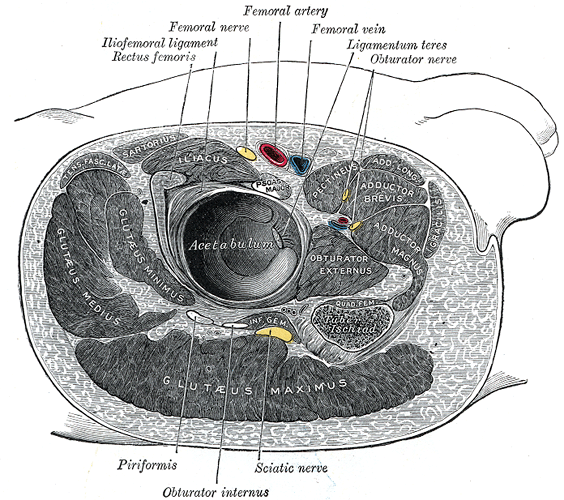
Coupe sagittale de la hanche, sujet couché sur le dos.